# Jararaca & Ratinho
Jararaca e Ratinho foi uma dupla musical formada por José Luis Rodrigues Calazans, o Jararaca (Maceió, 29 de setembro de 1896 — Rio de Janeiro, 11 de outubro de 1977), e Severino Rangel de Carvalho, o Ratinho (Itabaiana, 13 de abril de 1896 — Duque de Caxias, 8 de setembro de 1972). Além de cantores e compositores, eram também humoristas.
José Luiz Rodrigues Calazans, o Jararaca, era filho do poeta e professor muito conhecido Ernesto Alves Rodrigues e começou a tocar sua viola aos 8 anos de idade, inspirado em seus irmãos, que também eram violeiros e seresteiros. Ainda criança, conviveu muito com os boiadeiros que vinham das Minas Gerais, onde ouvia diversas estórias, que mais tarde iriam influenciar bastante a sua música. Em 1915 aproximadamente, começou a atuar juntamente com um grupo teatral na cidade de Piranhas, em Alagoas. Dizem também que integrou o bando de Lampião por quase dois anos, e no início da década de 20 resolveu tentar a carreira artística.
Severino Rangel de Carvalho, o Ratinho, ficou órfão ainda bebê e acabou sendo criado por seu tios e padrinhos e foi sua tia que lhe incentivou o sobrinho na música. Começou a tocar ainda criança na Banda Musical de Itabaiana, no estado da Paraíba, e em 1914 mudou-se para Recife, onde integrou a orquestra sinfônica local tocando trompete, saxofone, e ainda dava aulas numa escola de aprendizes. O apelido de Ratinho, Severino arranjou antes de conhecer o parceiro Jararaca: foi nos primeiros anos no Recife, por causa do refrão da polca "Rato Rato!" (Casimiro Rocha e Claudino Manoel da Costa) que ele costumava interpretar ("Rato, rato, rato / Por que motivo tu roeste o meu baú?...").
Por volta de 1919, Severino Rangel (Ratinho) e José Calazans (Jararaca), se conheceram quando passaram a integrar o Bloco dos Boêmios. Pouco tempo depois, em 1921, formaram o grupo Os Boêmios e tempos depois o grupo passou a ser conhecido como Os Turunas Pernambucanos, onde cada um dos integrantes adotou o nome de um animal, foi quando José Luiz resolveu adotar o nome de Jararaca.
Com o conjunto, excursionaram cantando cocos e emboladas com seus trajes típicos percorrendo diversos lugares e, incentivados por Pixinguinha, eles acabaram indo para o Rio de Janeiro em 1922. Depois que o grupo foi desfeito, José Luiz e Severino resolveram formar a dupla Jararaca e Ratinho e começaram a conhecer o sucesso quando passaram a cantar embolada e também fazendo apresentações satíricas e humorísticas em São Paulo.
Seu primeiro disco aconteceu em 1929, através da gravadora Odeon com músicas regionais e excursionaram pelo interior. Em 1937, Jararaca compôs a clássica Mamãe Eu Quero em parceria com Vicente Paiva e seu sucesso foi tanto que ultrapassou as fronteiras brasileiras, sendo gravada por artistas internacionais como Bing Crosby e Carmem Miranda.
Trabalharam por quase uma década na Rádio Nacional, sempre como músicos caipiras e humoristas fazendo sucesso com diversas músicas.
A dupla protagonizou o filme No Trampolim da Vida, de 1946, e o filme Loucos por Música, lançado em 1950.
Nos anos 60 e 70, a dupla participou de alguns programas de televisão, como Balança mas Não Cai, Uau, Alô Brasil, Aquele Abraço e A, E, I, O...Urca. Depois da morte de Ratinho, Jararaca trabalhou no programa Chico City, na Rede Globo, no papel do cangaceiro Sucuri.

## Cine
- 1946 - No Trampolim da Vida
- 1950 - Loucos por Música

## Televisão
- Balança Mas Não Cai
- Uau
- Alô Brasil, Aquele Abraço
- A, E, I, O...Urca
- Chico City

## Discografia
- ([S/D]) Jararaca faz anos/O ex-preso da Central • Columbia • 78
- ([S/D]) Quando o carnaval chegou/Morena do amor • Columbia • 78
- ([S/D]) A chegada do príncipe/Falando por música • Columbia • 78
- ([S/D]) Telefonando/Aniversário do Abdula • Columbia • 78
- ([S/D]) Campeão de box/Abdula no pacote • Columbia • 78
- ([S/D]) Viva o prefeito/Velório dos prazeres • Columbia • 78
- (1961) Sapo no saco/Saxofone, por que choras? • Copacabana • 78
- (1960) Ai Teodora/Deixaram um cheiro aí • Copacabana • 78
- (1960) Jararaca e Ratinho • Copacabana • LP
- (1954) Ensino/Concurso das miss • Odeon • 78
- (1954) O jogo/Código de costumes • Odeon • 78
- (1953) Mulher de qualquer um/Fantasia de capim • Odeon • 78
- (1949) Na fazendo do.../Possíveis e impossíveis • Odeon • 78
- (1948) Quando o cumpadre casô/Ora veja sim senhor • Odeon • 78
- (1948) Porque é, porque não é/Lá vai desafio • Odeon • 78
- (1947) Provas de amor/Ruas • Odeon • 78
- (1947) Na beira da lagoa/Oh! Famia • Odeon • 78
- (1946) Tá certo/Dona Sara • Odeon • 78
- (1945) Bonito/Meu pirão primeiro • Odeon • 78
- (1945) Traga uma média/Vamos pro mato • 78
- (1944) Índios Tapajós/O gato da vizinha • Odeon • 78
- (1944) Tudo combinado/Clube japonês • Odeon • 78
- (1943) Festa de casamento/Vamos pro casamento • Colúmbia • 78
- (1943) Nós as mulheres/Lacraia • Odeon • 78
- (1942) Com um dedo só!/Ora bolas! • Odeon • 78
- (1942) Ó pessoá/Foi bom te vê • Odeon • 78
- (1941) Os mentirosos/Mentindo de verdade • Odeon • 78
- (1941) Amor cinematográfico/Notícias da vida • Odeon • 78
- (1941) Larga o osso/Pulga no meu corpo • Odeon • 78
- (1941) Mamãe eu quero mais/Galinha morta • Odeon • 78
- (1940) Tempo de criança/A muié e o teatro • Odeon • 78
- (1940) Eu botei na minha porta/Eu vou quebrar o coco • Odeon • 78
- (1940) O papagaio lá de casa/Papai mamãe me bateu • Odeon • 78
- (1940) A baiana tem/O cantor de operetas • Odeon • 78
- (1940) Questão de vizinho/Família complicada • Odeon • 78
- (1940) Pato na varanda/Vamos pro arraiá Maria • Odeon • 78
- (1940) Em também tive/Os clandestinos • Odeon • 78
- (1940) Ai que dor de coração/Cadê meu pai • Odeon • 78
- (1939) Na sede do clube (I)/Na sede do clube (II) • Odeon • 78
- (1939) Oh Zé! .../Você não sabe • Odeon • 78
- (1939) Flauta de bambu/Menina chorona • Odeon • 78
- (1939) Na beira do clube (1)/Na sede do clube • Odeon • 78
- (1939) Aonde tá o tatu/Tem de tudo • Odeon • 78
- (1939) Terrível dilema/Aventura de Seu Ventura • Odeon • 78
- (1939) Acordando Jararaca/Exame de Jararaca • Odeon • 78
- (1939) Carta da namorada/A mulher e as cartas • Odeon • 78
- (1938) Homenagem ao coronel/Barbearia Barbacena • Odeon • 78
- (1938) Cabra de sutiã/Perna cabeluda • Odeon • 78
- (1938) Criança louca/Vamos Maria vamos • Odeon • 78
- (1938) Aniversário do Coalhada/Achados e perdidos • Odeon • 78
- (1938) Ação e viação/Caiu na rede é peixe • Odeon • 78
- (1938) Do pilá/Engenho moedô • Odeon • 78
- (1937) Mamãe eu quero/Lá vai ele • Odeon • 78
- (1937) Uma partida apertada (I)/Uma partida apertada (II) • Odeon • 78
- (1937) Consultório médico/Fotografando • Odeon • 78
- (1937) O melhor beijo/Mulungu • Odeon • 78
- (1936) Delegado e prontidão/Colégio escolado • Odeon • 78
- (1936) O natalício do seu Natalício/Café Emílio • Odeon • 78
- (1936) Se Papai Noel quisesse/Passarinho • Odeon • 78
- (1936) Restaurante do Salim/A defesa do Salim • Odeon • 78
- (1936) Piadas e toadas/Cantinga de caboclo • Odeon • 78
- (1932) Breve estaremos lá/Sabiá do sertão • Columbia • 78
- (1932) Conversa fiada/Chico Onça e Mané Gato • Columbia • 78
- (1932) No telhado do Jararaca/No mercadinho do Barradas • Columbia • 78
- (1931) Ainda é cedo/Acende a luz • Colúmbia • 78
- (1931) Vamos acordá o véio/Testamento do véio • Columbia • 78
- (1931) Turco, italiano e caipira/Albergue noturno • Columbia • 78
- (1931) Dona Nhá-Nhá/eu sou gozado assim • Columbia • 78
- (1930) Sai da frente/As comidas são outras! • Parlophon • 78
- (1930) Farmácia da roça/Família esdrúxula • Columbia • 78
- (1930) Rádio pá virada/Caipiras de aeroplano • Columbia • 78
- (1930) Galo danado/Viola das Alagoas • Columbia • 78
- (1930) Vamos cortá cana?/Saco e bisaco • Columbia • 78
- (1930) Catirina/Meu noivado • Columbia • 78
- (1930) Perigando/ABC • Columbia • 78
- (1930) Seu Zé Pereira/Carnaval do Norte • Columbia • 78
- (1930) O da rabeca/Oh, Chiquinha! • Columbia • 78
- (1930) Curió/Lá vem ... • Columbia • 78
- (1930) Itararé/O momento atuá • Columbia • 78
- (1930) Festa no casamento/Vamos prô casamento • Columbia • 78
- (1930) Coco do mato/Cadê tempo • Columbia • 78
- (1930) Disparate e desafio/Caipiras na cidade • Columbia • 78
- (1929) Vapô do Jequiá/Oi Dadá • Odeon • 78
- (1929) Meu sapé/Baiana • Odeon • 78
- (1929) Cabocla malvada/Sapo no saco • Odeon • 78
- (1929) Agüenta o coco/Espingarda pápápá • Odeon • 78
- (1929) Gato cabeçudo/Vamos apanhar limão • Odeon • 78
- (1929) Onde vai Mandu/Saudades do Norte • Parlophon • 78
- (1929) Minas, São Paulo. Venda de um bonde • Parlophon • 78
- (1929) Onde é que está o gato? Café com leite • Parlophon • 78
- (1929) Bonde da alegria/Por conta do Bonifácio • Parlophon • 78
- (1929) Caipirada/Lista do baile • Odeon • 78